# 盛成
盛成（1899年2月6日—1996年），原名延禧，字成中，男，江苏仪征人，中国学者、作家、社会活动家，法国荣誉军团骑士勋章获得者。有法语著作《我的母亲》等。

## 生平
1910年就读于南京汇文书院，同年加入中国同盟会，后参与辛亥革命，被称为“辛亥三童子”。1914年赴上海，进入南洋路矿学校，后考入震旦学院。1919年在长辛店京汉铁路事务所工作，参加了五四运动。
1919年11月赴法国留学。1920年加入工人国际法国支部；年底，参与创建法国共产党，被选为法共朗格多克省委书记。
1931年起先后执教于北京大学、广西大学、中山大学和兰州大学。1948年被国民政府教育部派往台湾。1965年脱离台湾，来到美国。
1978年10月归国定居，任北京语言学院（今北京语言文化大学）法语系教授。
1985年荣获法国荣誉军团骑士勋章。

## 家族
曾祖母阮氏为 “乾嘉汉学 ”代表人物阮元的堂妹。母亲郭纹功（1871-1931）为仪征绅董郭守曾之女，是清末“太谷学派”弟子张积中的后人。父盛元龄。兄盛延棋，字白沙，中华民国海军将领、革命烈士；侄子盛华。弟盛延武，字止戈。
妻子郑坚，妻弟郑红羽，女儿盛蒂娜，女婿润根。长子盛胜。续弦李静宜。

## 著作

### 法语
- 《我的母亲》
- 《中国革命中的母子》
- 《秋心美人》
- 《狂年吼》

### 英语
- 《黄帝的子孙》
- 《欧阳竟无先生》

### 中文
- 《海外工读十年纪实》
- 《意国留踪记》
- 《沈光文研究》
- 《旦丁》
- 《论语北辰考》
- 《唐代美术》
- 《温庭筠研究》

## 译作

### 法译中
- 《村教士》

### 中译法
- 《老残游记》

## 延伸阅读
[在维基数据编辑]